# Lake Rosebery
Lake Rosebery är en sjö i Australien. Den ligger i delstaten Tasmanien, i den sydöstra delen av landet, omkring 190 kilometer nordväst om delstatshuvudstaden Hobart. 
I omgivningarna runt Lake Rosebery växer i huvudsak städsegrön lövskog. Trakten runt Lake Rosebery är nära nog obefolkad, med mindre än två invånare per kvadratkilometer. Genomsnittlig årsnederbörd är 2 426 millimeter. Den regnigaste månaden är augusti, med i genomsnitt 307 mm nederbörd, och den torraste är februari, med 103 mm nederbörd.